# 西村尚治
西村 尚治（にしむら しょうじ、1911年〈明治44年〉2月1日 - 1997年〈平成9年〉10月15日）は、日本の郵政官僚、政治家。参議院議員（4期）。国務大臣総理府総務長官兼沖縄開発庁長官。

## 来歴
鳥取県東伯郡大栄町（現・北栄町）出身。亀吉の二男。第六高等学校を経て、1936年東京帝国大学法学部政治学科を卒業。同年10月、高等試験行政科試験に合格し逓信省に入省。中野郵便局属。
戦後は郵政省に移り、資材局調整課長、大臣官房文書課長、大臣官房資材部長、大阪郵政局長などを経て、1960年5月に簡易保険局長。1961年6月に郵務局長。1962年5月15日には郵政事務次官に就任した。1964年6月に退官。
1965年7月、第7回参議院議員通常選挙の全国区に自由民主党から出馬し初当選。その後、第9回、第11回参議院議員通常選挙でも再選された。この間、特定郵便局関係者の支援を受けており、第9回の選挙では関係者13人が逮捕されている。
1983年6月の第13回参議院議員通常選挙では鳥取県選挙区に転じて再選され連続4期務めたが、1989年7月の第15回参議院議員通常選挙では落選し、政界を引退。自民党では佐藤栄作→田中角栄→竹下登派に所属した。
参議院議員としては、内閣委員長、予算委員長、沖縄北方特別委員長、自由民主党政務調査会副会長、自民党参議院議員副会長などを務める。また、1976年9月、三木内閣の総理府総務長官兼沖縄開発庁長官に就任した。
その他、全国特定郵便局長会顧問などを務めた。
1997年10月15日、急性心不全のため東京都目黒区の自宅で死去、86歳。死没日をもって正六位から正三位に昇叙。

## 人物
趣味は読書、散歩。宗教は日蓮宗。鳥取県の住所は倉吉市山根、東京の住所は目黒区八雲3丁目。

## 栄典
- 1989年11月 - 勲一等瑞宝章[3][11]（勲五等からの昇叙[12]）
- 1997年10月15日 - 正三位

## 家族・親族
西村家
- 妻・節子（1919年 - ?、本沢注連松の長女）[5]
- 長女[5]
- 二女[5]

親戚
- 妻の父・本沢注連松（興亜土木代表[13]、土木建築請負業[14][15]）